# Fusarium subglutinans
Fusarium subglutinans là một loài Ascomycetes trong họ Nectriaceae. Loài này được J.C. Correll, Gordon, McCain, Fox, Koehler, Wood, Schultz miêu tả khoa học đầu tiên năm 1983.
Đây là loài gây hại của các cây trong chi Pinus, phát triển phổ biến ở Mexico.